# Fléves
Fléves (řecky Φλέβες) je řecký ostrov v Sarónském zálivu v Egejském moři. Je součástí Sarónských ostrovů. Administrativně spadá do Attické periferie pod správu obce Vari-Voula-Vouliagmeni. Ostrov je neobydlený.